# SN 1998ak
SN 1998ak – supernowa typu Ia odkryta 26 marca 1998 roku w galaktyce A134416-0010. W momencie odkrycia miała maksymalną jasność 23,70m.